# Гольчевский, Франк
Франк Гольчевский (пол. Frank Golczewski; род. 8 октября 1948) — немецкий историк, специалист по Восточной Европе, Польше и Украине.

## Биография
Родился в силезском городе Катовице, сын торгового служащего и аптекарши. В 1958 г. вместе с родителями эмигрировал в ФРГ. После окончания гимназии прошёл срочную службу в бундесвере.
В 1969—1973 гг. изучал историю, славистику, философию и педагогику в Кёльнском университете. В 1973 г. защитил диссертацию на тему «Представление о Германии у поляков в 1918—1939 гг.».
После защиты диссертации работал научным сотрудником в Федеральном агентстве по гражданскому образованию и ассистентом в Высшей педагогической школе Рейнланда. Параллельно в 1975—1981 гг. преподавал в гимназии Хильдена, которую сам когда-то окончил.
В 1979 г. защитил докторскую диссертацию на тему польско-еврейских отношений в 1881—1922 гг.

### Работа в высших учебных заведениях
- профессор в университете Оснабрюка (1982—1983);
- профессор новейшей истории в Военном университете в Гамбурге (1983—1994);
- профессор восточноевропейской истории в Гамбургском университете (1994—2014).

Член учёного совета Института еврейской истории и культуры имени Семёна Дубнова (Лейпциг), попечительского совета Северо-Восточного института в Люнебурге и Института истории немецких евреев (Гамбург).

## Основные публикации

### Монографии
- Das Deutschlandbild der Polen 1918-39. Düsseldorf: Droste, 1974.
- Polnisch-jüdische Beziehungen 1881—1922. Wiesbaden: Steiner, 1981.
- Kölner Universitätslehrer und der Nationalsozialismus. Köln: Böhlau, 1988.
- Deutsche und Ukrainer 1914—1939. Paderborn: Schöningh, 2010.

### Статьи
- Die deutsche Polenpolitik und die Ukraine // Locarno und Osteuropa. Marburg, 1994.
- Die Kollaboration in der Ukraine // Kooperation und Verbrechen: Formen der «Kollaboration» im östlichen Europa, 1939—1945. Göttingen, 2003.